# Rhabdiopteryx antoninoi
Rhabdiopteryx antoninoi is een steenvlieg uit de familie vroege steenvliegen (Taeniopterygidae). De wetenschappelijke naam van de soort is voor het eerst geldig gepubliceerd in 1999 door Vinçon & Ravizza.